# Кіноринхи
Кіноринхи (Kinorhyncha) — тип і клас двобічно-симетричних тварин з надтипу головохоботні. Дрібні морські бентосні червоподібні тварини, розміром 0,2-1 мм. Відомо більше 200 видів.
Назва перекладається буквально як «рухливохоботні».
Тіло видовжене, складається з 13 сегментів (зонітів), вкрите кутикулою. На передньому кінці наявний короткий хобот. М'язова система складається з окремих пучків посмугованих м'язів.
Кровоносна та дихальна системи відсутні. Видільна система представлена парою протонефридіїв. Травна система починається ротом на кінці хобота, далі йде мускульна глотка, що переходить у середню та задню кишку з анальним отвором. 

## Систематика
Тип поділяють на два ряди, 9 родин та 22 роди.